# 안드레이 투폴레프
안드레이 니콜라예비치 투폴레프(러시아어: Андре́й Никола́евич Ту́полев, 1888년 11월 10일 ~ 1972년 12월 23일)은 소련의 항공기 설계자이다. 그는 스탈린 집권 시절 여러 번 투옥되기도 했으나, 우수한 항공기를 설계하여 인정받았다. 그가 설계한 항공기로는 미국의 B-29를 복제하여 만든 Tu-4 폭격기와 유명한 소련의 폭격기 Tu-95 등이 있다.

## 설계작
- Tu-4
- Tu-95
- Tu-114
- Tu-144

투폴레프의 설계작
- Tu-4
- Tu-95
- Tu-114
- Tu-144